# Pediobius brachycerus
Pediobius brachycerus (лат.) — вид паразитических наездников рода Pediobius из семейства Eulophidae (Chalcidoidea) отряда перепончатокрылые насекомые. Европа (включая Россию: Ульяновская область), Азия (Китай) и Северная Америка (Канада, США). Переднеспинка с шейкой, отграниченной килем (поперечным гребнем). Щит среднеспинки с развитыми изогнутыми парапсидальными бороздками. Ассоциированы с пауками Araneus solitaria, Argiope sp., Argiope aurantia, Argiope bruennichi, Metargiope bruennichi (Araneidae), Clubiona japonicola (Clubionidae), Tetragnatha extensa (Tetragnathidae), Latrodectus tredecimguttatus (Theridiidae), ихневмоноидными наездниками Gelis, Pimpla, Polysphincta, Tromatobia, Zaglyptus (Ichneumonidae) и растениями Phragmites vulgaris (Poaceae).